# Meri Simchowna Lebenson

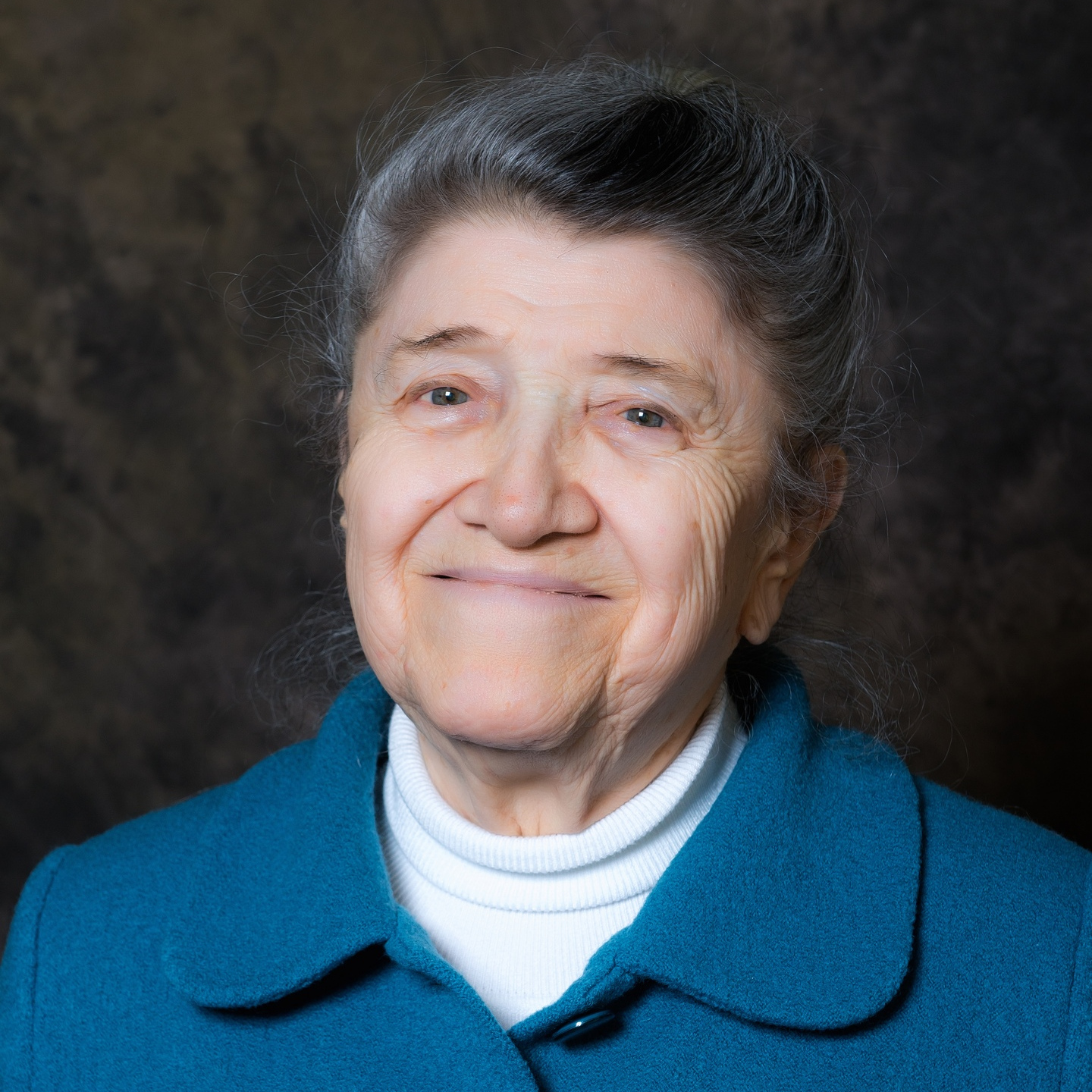
Meri Lebenson

Meri Simchowna Lebenson (russisch Мери Симховна Лебензон, * 30. September 1931 in Odessa; † 9. November 2020 in Nowosibirsk) war eine sowjetische und russische Pianistin.
Lebenson begann in Odessa mit vier Jahren Klavier zu spielen und wurde von Berta Reingbald (russisch: Берта Рейнгбальд)  dort an der Stoljarski-Musikfachschule für begabte Kinder unterrichtet. Später studierte Lebenson am Moskauer Konservatorium bei Alexander Goldenweiser. 1961 wurde sie Professorin am Konservatorium in Nowosibirsk, wo sie rund sechzig Jahre unterrichtete. Sie bildete eine ganze Reihe von Pianisten aus, die international bekannt wurden. Darunter sind Roman Borisov, Ilja Raschkowski und Pawel Kolesnikow.